# Шубин, Михаил Владимирович
Михаил Владимирович Шубин (08.12.1950, Новосибирск, РСФСР) — российский муниципальный деятель, второй глава администрации (мэр) города Обнинска (1994 - 2000), кандидат экономических наук, почетный гражданин города Обнинска.

## Биография
Выпускник Новосибирского железнодорожного института, кандидат экономических наук.
Работал мастером, начальником участка, главным инженером СМУ, до 1992 года - доцент кафедры экономики строительства Новосибирского железнодорожного института.
В 1992 году приглашен Ю.В. Кирилловым в Обнинск на пост вице-мэра, в 1993 году из-за разногласий с последним уволился из мэрии.
Работал исполнительным директором ТОО «Трио».
Входил в состав Совета по местному самоуправлению при президенте Ельцине.
29 марта 1998 года переизбран на пост мэра Обнинска.
31 декабря 2000 года - сложил полномочия досрочно.
Из интервью Ирины Ефимковой

— он внес огромный вклад в то, что город получил статус наукограда. И действительно, заслуга Михаила Шубина в этом бесспорна... препятствий на пути была масса — в федеральном правительстве далеко не все были согласны финансировать идею. Но добились. И звездный час Михаила Шубина наступил 6 мая 2000 года — Путин подписал соответствующий указ— Судьбы мэров
. 
 
С 2000 года -  работал в «Росатоме» на должности директора департамента управления персоналом.
Далее - директор института развития МИФИ, отвечает за деятельность филиалов, в том числе и ИАТЭ.